# 로살레호
로살레호(Rosalejo)는 스페인 에스트레마두라 지방의 주인 카세레스주의 도시로, 인구는 1,454명(2006년 기준), 면적은 41km2이다.